# Benzothiofeen
Benzothiofeen is een heterocyclische aromatische verbinding met als brutoformule C8H6S. De stof komt voor als een witte vaste stof met een naftaleenachtige geur, die slecht oplosbaar is in water. Structureel gezien bestaat het uit een fusie van een benzeenring en een thiofeenring. Door de aromaticiteit is het een relatief stabiele verbinding, doch door aanwezigheid van enkele reactieve sites kunnen makkelijk reacties worden aangegaan, zoals de elektrofiele aromatische substitutie.
Benzothiofeen komt in de natuur voor als component in onder andere bruinkool, aardolie en stookolie.

## Toepassingen
Benzothiofeen kent als heterocyclische verbinding tal van derivaten, die onder meer als geneesmiddel worden gebruikt. Voorbeelden zijn raloxifeen, sertaconazol en zileuton. Verder wordt benzothiofeen gebruikt als uitgangsstof voor de synthese van insecticiden en de kleurstof thio-indigo.